# Tateyama Kurobe Alpine

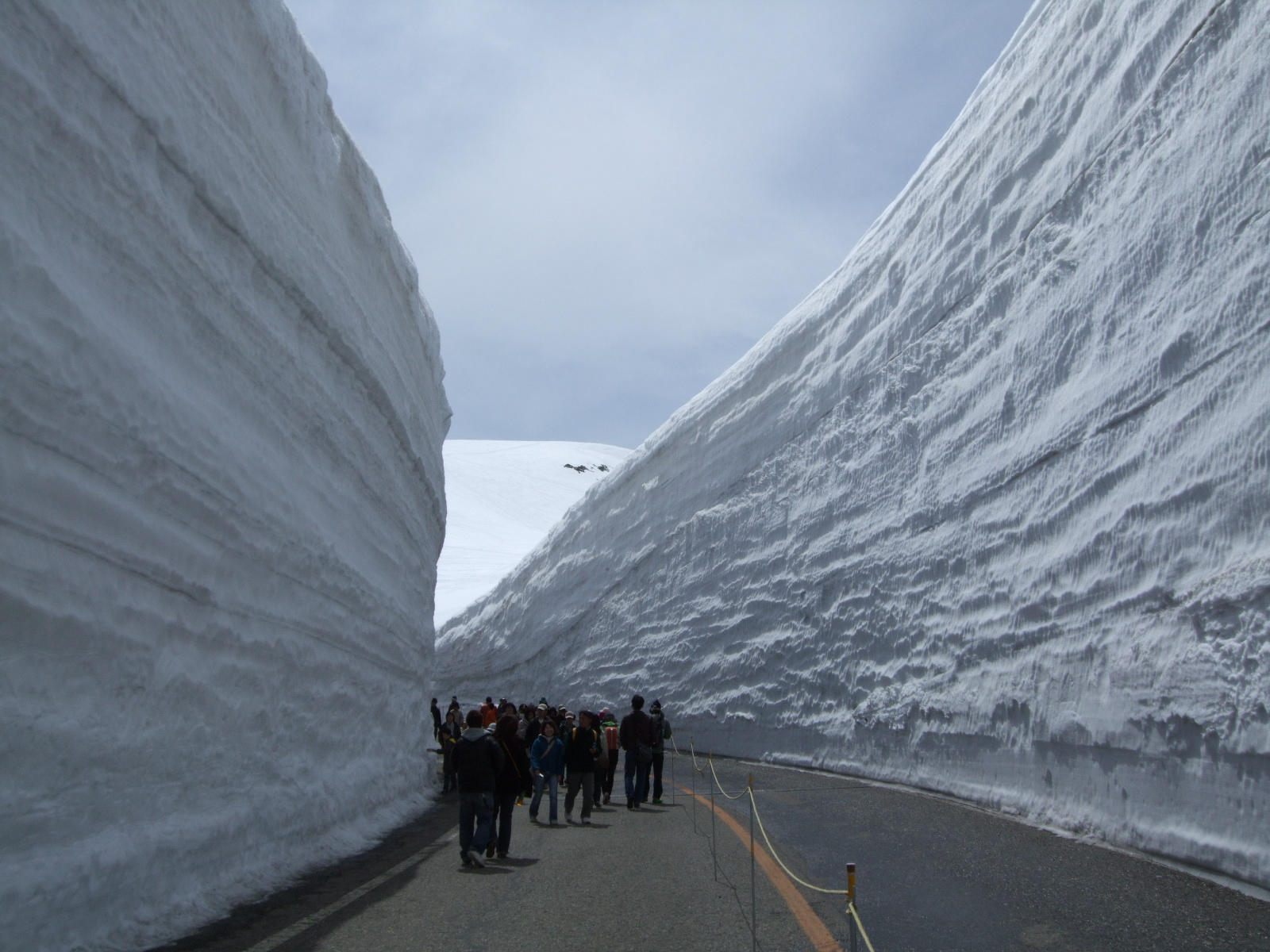

Tateyama Kurobe Alpine (яп. 立山黒部アルペンルート Татэяма Куробэ Арупэн Ру:то) — японский горный экскурсионный маршрут между Татэямой и Омати, проходящий через гору Татэяма в Японских Альпах. Отличительной особенностью маршрута являются снежные стены по краям дороги, которые в момент открытия маршрута в апреле достигают в высоту 15-20 метров, таким образом маршрут представляет собой снежный коридор. Снег около дороги может лежать почти до конца июня. Длина маршрута составляет почти 90 километров, по ходу маршрута высота над уровнем моря меняется на 2400 метров. Впервые маршрут был открыт 1 июня 1971 года. Маршрут открыт для туристов с 16 апреля по 30 ноября ежегодно. Также известно название маршрута «Крыша Японии».

## Транспорт
Чтобы преодолеть маршрут, необходимо воспользоваться железнодорожным транспортом, фуникулёром, автобусом, троллейбусом, канатной дорогой, а также пройти пешком.
| Станция отправления | Высота над уровнем моря | Станция назначения | Высота над уровнем моря | Наименование линии | Транспорт       | Дистанция | Время в пути | Примечание                                       |
| ------------------- | ----------------------- | ------------------ | ----------------------- | ------------------ | --------------- | --------- | ------------ | ------------------------------------------------ |
| Тояма               | 7 м                     | Татэяма            | 475 м                   |                    | Железнодорожный | 34 км     | 1 час        | Иногда эта линия не включается в состав маршрута |
| Татэяма             | 475 м                   | Бидзёдайра         | 977 м                   |                    | Фуникулёр       | 1,3 км    | 7 минут      |                                                  |
| Бидзёдайра          | 977 м                   | Муродо             | 2450 м                  |                    | Автобус         | 23 км     | 50 минут     |                                                  |
| Муродо              | 2450 м                  | Дайканбо           | 2316 м                  |                    | Троллейбус      | 3,7 км    | 10 минут     | Через туннель (подземная линия)                  |
| Дайканбо            | 2316 м                  | Куробэдайра        | 1828 м                  |                    | Канатная дорога | 1,7 км    | 7 минут      |                                                  |
| Куробэдайра         | 1828 м                  | Куробэко           | 1455 м                  |                    | Фуникулёр       | 0,8 км    | 5 минут      | Через туннель (подземная линия)                  |
| Куробэко            | 1455 м                  | Плотина Куробэ     | 1455 м                  |                    | Пешком          |           |              |                                                  |
| Плотина Куробэ      | 1455 м                  | Огисава            | 1433 м                  |                    | Троллейбус      | 6,1 км    | 16 минут     | Бо́льшая часть через туннель (подземная линия)    |
| Огисава             | 1433 м                  | Синано-Омати       | 713 м                   |                    | Автобус         | 18 км     | 40 минут     |                                                  |

## Достопримечательности
- Гора Татэ
- Гора Акасавадакэ
- Плотина Куробэ